# 카자흐스탄의 호수 목록
다음은 카자흐스탄의 호수 목록이다.

## 다
- 도말라크호

## 라
- 라이쾰호

## 바
- 바라크쾰호
- 바르토가이호
- 발하시호
- 부라바이호
- 빌리스콜라호

## 사
- 사이란호
- 사리코나호
- 샤간호

## 아
- 아다이쾰호
- 아랄해
- 아리크호
- 악사칼코나호
- 악샤타이호
- 알라쾰호
- 애이케호
- 이시크호

## 자
- 자시바이호
- 자이산호
- 잘라가시호
- 잘라나시호
- 자만아쾰호
- 잘트르코르호
- 졸쇼라호
- 제렌디호
- 제케쾰호

## 카
- 카라소프호
- 카스피해
- 카인디호
- 케멜호
- 코파호
- 쾨벤콜라호
- 킨딕티호

## 타
- 테리켄호
- 텔리쾰호
- 텡기즈호
- 토마이쾰호